# Forsøl
Forsøl (nordsamiska: Sivlu) är ett fiskeläge och en tidigare tätort i Hammerfests kommun i Finnmark fylke i norra Norge. Orten ligger vid änden av fylkesväg 8124, på den norra delen av ön Kvaløya, nordöst om staden Hammerfest.
Tidigare har orten tillhört dåvarande Sørøysunds kommun.
Sedan 2021 räknas orten inte längre som en tätort.